# Edvinas Krungolcas
Edvinas Krungolcas (21 de janeiro de 1973) é um ex-pentatleta lituano, campeão mundial. 

## Carreira
Edvinas Krungolcas representou seu país nos Jogos Olímpicos de 2004 e 2008, na qual conquistou a medalha de prata, no pentatlo moderno, em 2008. 